# Болгарський екзархат

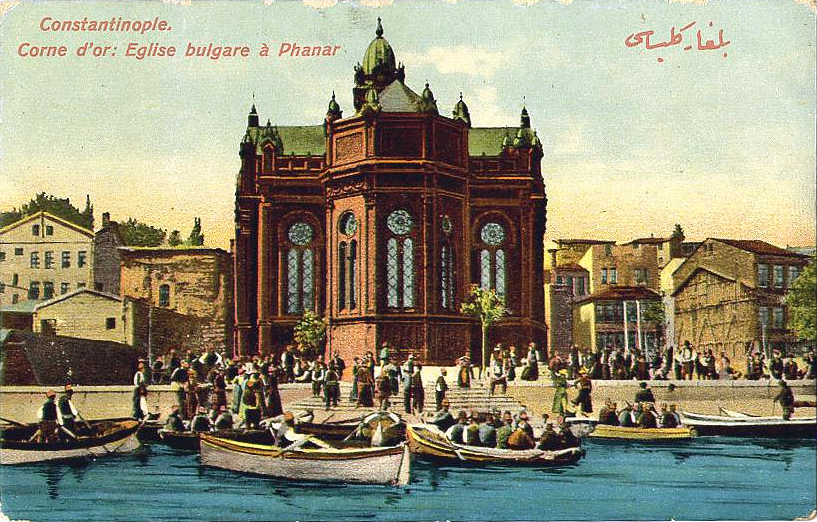
«Святий Стефан» у Константинополі — собор Болгарського екзархату

Болгарський екзархат, Болгарська екзархія (болг. Българска екзархия, тур. Bulgar Eksarhlığı) — назва Болгарської православної церкви в період між виданням фірману від 28 лютого (12 березня) 1870 року до проголошення Болгарської церкви Патріархатом 10 травня 1953 року.

## Історія

### Передісторія
Після завоювання турками Болгарії болгари, як і всі православні Османської імперії, входили в грецький («римський») міллет (осман. millet-i Rûm), головою (Міллет-баші) якого був грецький Константинопольський Патріарх. 16 січня 1767 року Патріарх Самуїл I, на письмове прохання Охридського архієпископа Арсенія II, скасував автокефальну Охрідськую архієпископію, яка була підпорядкована Патріархії на правах Преспанськоъ митрополії. Та ж доля спіткала роком раніше і сербську Печську патріархію.
З 1820-х років в єпархіях, населених переважно болгарами, — на тлі загального зростання націоналізму і визвольного руху — йшов церковно-громадський рух за більш широке використання церковнослов'янської мови в богослужінні (замість грецької), за право обрання народом осіб болгарського походження на єпископські кафедри (єпископат був грецький) і переведення архієреїв на оклади (замість податей і зборів). Такі устремління не могли не вступати в протиріччя з панеллінізмом фанаріотов, які в значній мірі контролювали Патріархію і мріяли про еволюційну реставрацію Візантії на місці Османської імперії.
На думку безпосереднього учасника подій Тодора Бурмова (згодом перший прем'єр-міністр Болгарського князівства), «тільки після оприлюднення султаном Абдул-Меджидов в 1839 році відомого гюльханійского Гатті-шерифа, до деякої міри послабившого практикувашеся перш на всіх щаблях турецької урядової адміністрації безмежного свавілля і поставивше задачею хоча б деякої охорони і забезпечення особистих і майнових прав всіх, незалежно від релігії і племені, — і болгари наважилися заявити свій голос проти нічим необмеженої залежності їх від грецького духовенства, що підготовляло поглинання Болгарії панеллінізмом».
У 1857 році болгари в Константинополі прямо заявили, що вони не хочуть більше залишатися в підпорядкуванні у греків, що вони бажають або отримати своє особливе церковне управління з окремою болгарською патріархією або ж мати в своїх єпархіях архієреїв з природних болгар, а в завідуванні загальними справами церкви користуватися рівністю з греками.

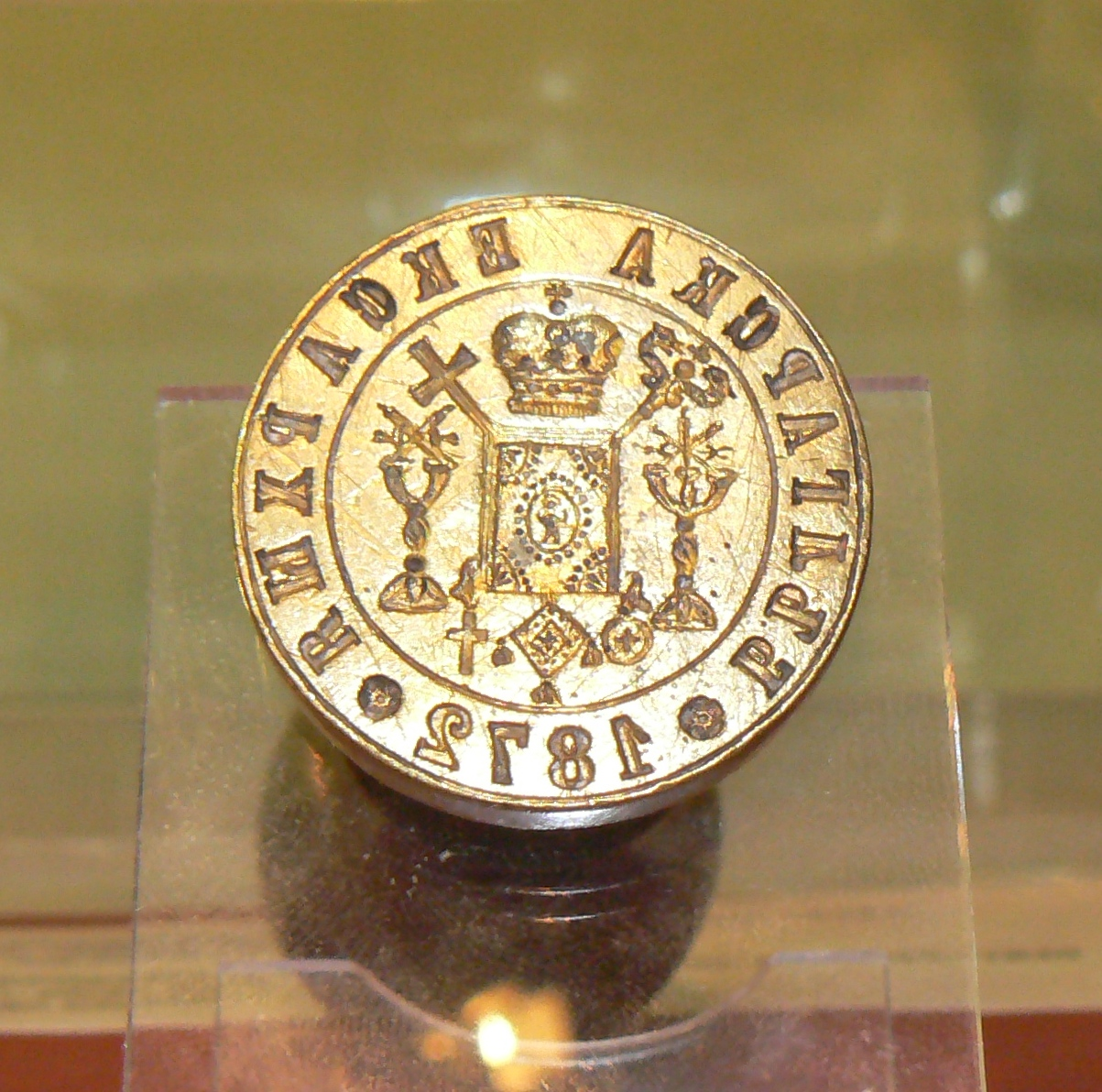
Печатка Болгарського екзархату, 1872 р. Експонат Національного історичного музею в Софії

Патріарх Константинопольський Кирило VII (1855—1860) пішов на певні поступки болгарам: в 1858 році був возведений у сан єпископа народний діяч Іларіон (Стоянов), який очолив болгарську громаду Константинополя з титулом єпископа Макаріопольського. У листі від 8 листопада 1858 настоятель російської посольської церкви в Константинополі архімандрит Петро (Троїцький) писав обер-прокурору Синоду Олександру Толстому: «Вся Болгарія, за винятком деяких, п'яти або не більше семи з 50-ти єпархій, в Македонії, читає і слухає слово Боже і не крадькома церковнослов'янською <…> по всій Болгарії, за винятком міст і, по місцях, найближчих приміських сіл, священики обиралися і обираються з-поміж самого народу, і до того ж самим же народом, тобто його ефорам. Місцевий архієрей тільки стверджує вибір одного з двох звичайно йому представляються кандидатів на священство.»